# Octikavost mošta
Octikavost mošta je česta pogreška koja se proizvođačima vina događa u procesu vinifikacije. Pojavljuje se zbog kašnjenja u dovoženju grožđa na preradu ili ako je dovezeno grožđe na preradu došlo oštećeno. Treći uzrok octikavosti mošta je odlaganje grožđa odlaže u PVC vreće, koje su nakon smiještanja zavezane i ostavljene na suncu. Četvrti uzrok je nedovoljno sumporenje ili odnosno ako se mošt uopće nije sumporilo: prijeđe li temperatura vrenja 35 °C, kvasci odumiru, a bakterije preostali šećer u moštu pretvaraju u octenu kiselinu.